# Artem Szabanow
Artem Mychajłowycz Szabanow (ukr. Артем Михайлович Шабанов, ur. 7 marca 1992 w Kijowie) – ukraiński piłkarz występujący na pozycji obrońcy w ukraińskim klubie FK Ołeksandrija.

## Kariera klubowa
Wychowanek klubów Dynamo Kijów i Arsenał Kijów, barwy których bronił w juniorskich mistrzostwach Ukrainy (DJuFL). W 2009 roku rozpoczął grę w drużynie rezerw Arsenału Kijów. 30 września 2013 zadebiutował w Premier-lidze w meczu przeciwko FK Sewastopol (3:1). Po rozwiązaniu klubu, w styczniu 2015 roku został piłkarzem Wołyni Łuck. 27 stycznia 2017 przeszedł do Stali Kamieńskie. Latem 2017 roku przeszedł do Olimpiku Donieck. 6 stycznia 2018 zasilił skład Dynama Kijów. 17 lutego 2021 został wypożyczony na okres jednej rundy z Dynama Kijów do Legii Warszawa.

## Kariera reprezentacyjna
W 2010 roku występował w reprezentacji Ukrainy U-18 oraz U-19. 10 listopada 2017 zadebiutował w seniorskiej reprezentacji Ukrainy w meczu towarzyskim ze Słowacją we Lwowie (2:1).

## Sukcesy
Dynamo Kijów
- Puchar Ukrainy: 2019/20

Legia Warszawa
- Mistrzostwo Polski: 2020/2021